# Список персонажів «Зоряних війн»
Персонажі всесвіту «Зоряних війн»:
| # A B C D E F G H I J K L M N O P Q R S T U V W X Y Z |

## А
- Асока Тано — падаван (учень) Енакіна Скайуокера. Дебютувала у «Зоряних війнах: Війні Клонів» 2008 р.
- Айла Секура — магістр-джедай, була убита клонами під час наказу 66.
- Асажж Вентресс — учениця Графа Дуку.

## Б
- Бастила Шан — джедай-охоронець, одна з ключових фігур Громадянської війни джедаїв.
- Бейл Органа — сенатор Галактичної Республіки. Пізніше стає опікуном Леї Органи. Гине на планеті Альдераан, після третього пострілу Зірки смерті.
- Бел Ібліс Гарм — представник Кореллії в сенаті Старої Республіки, засновник повстанського Альянсу під час Громадянської війни як учасник Корелліанського договору із Мон Мотмой і Бейлом Органа, командир повстанських сил.
- Боба Фетт — галактичний найманець, який співпрацює з темними силами, клон Джанго Фета, якого останній виховав як власного сина. Був найкращим галактичним вбивцею, який не прогавив жодну зі своїх жертв. Трішки недолюблював Галактичну імперію, але співпрацював з нею, бо вона гарно платила.
- Бо Катан Крайз — людина-жінка, мандалорка, яка раніше була лейтенантом «Дозору Смерті». Сестра Герцогині Сатін Крайз.

## В
- Ведж Антіллес — пілот повстанців, генерал армії Нової Республіки, друг Люка Скайвокера.
- Верховний лідер Сноук — Верховний Лідер Верховного Порядку.
- Візас Марр — жінка-міралук з планети Катарр.
- Вілгуфф Таркін — найвідоміший чиновник Галактичної Імперії, гранд-Мофф.
- Вотто — лахмітник, власник крамниці мотлоху в Мос-Ейслі на Татуїні.

## Г
- Хан Соло — капітан «Тисячолітнього Сокола», генерал Альянсу повстанців.
- Генерал Грівус — генерал сепаратистської армії дроїдів.
- Генерал Хакс — генерал армії Верховного порядку
- Грідо — родіанець із клану Тетсус, що емігрував зі своєї рідної планети разом з матір'ю Нієлою та братом Пкуієдуком на Нар Шаддаа, згодом на Татуїн, де в дитинстві товаришував із малим Енакіном Скайвокером, а пізніше пристав на службу до Джабби Хатта як найманий убивця; був убитий Ханом Соло в кантині Мой-Айслі.
- Гурі — дроїд-репликант у вигляді розкішної блондинки із блакитними очима на службі в принца Ксизора; добре тренований і безжалісний убивця; вважалося, що загинула під час знищення палацу Ксизора, але втекла з планети, шукаючи спосіб прибрати програму найманого вбивці.
- Граф Дуку — основний антагоніст у фільмі «Зоряні війни: Атака клонів».

## Ґ
- Ґроґу — персонаж телесеріалу «Мандалорець». Належить до тієї ж інопланетної раси, що і майстер-джедай Йода.

## Д
- Дарт Вейдер — темний лорд ситхів, один з головних антагоністів кіноепопеї. З'являється у третьому епізоді, коли Енакін Скайуокер переходить на темний бік сили й стає учнем Дарта Сідіуса. Загинув у останньому (шостому) епізоді, тіло було спалене на планеті Ендор.
- Дарт Малак — персонаж з Розширеного Всесвіту Зоряних війн, головний антагоніст гри Star Wars: Knights of the Old Republic.
- Дарт Мол — ситх, учень владики ситхів (Палпатіна), з'являється у першому епізоді, коли, виконуючи накази свого вчителя, вступає в бій з Обі-Ваном Кенобі та Квай-Гоном Джином, в якому від важкого поранення помирає.
- Джуден Кор — лицар-джедай, учень Кайла Катарна (персонаж гри «Jedi Knight: Jedi Academy»); за часів створення Нової Республіки був прийнятий до Академії джедаїв на планеті Явині-IV через зроблений власноруч світловий меч; свого часу переміг старого лорда ситхів Марка Рагнос.
- Дарт Нігілюс — персонаж з Розширеного Всесвіту Зоряних війн, один з головних антигероїв гри Star Wars: Knights of the Old Republic II — The Sith Lords.
- Дарт Реван — персонаж з Розширеного Всесвіту Зоряних війн, персонаж гри Star Wars: Knights of the Old Republic.
- Дарт Сіон — персонаж з Розширеного Всесвіту Зоряних війн, один з головних антигероїв гри Star Wars: Knights of the Old Republic II — The Sith Lords.
- Дарт Маглас — один з головних лиходіїв франшизи «Стара республіка».
- Дарт Трея — була майстром-джедаєм до війни з мандалорцями, а пізніше стала лордом ситхів.
- Джабба Гатт — кримінальний авторитет.
- Джанго Фетт — мисливець за головами, найманець, батько Боба Фетта.
- Джар Джар Бінкс — персонаж трилогії приквелів.
- Джин Ерсо — донька імперського винахідника Зірки смерті, Гелана Ерсо, та членкиня Альянсу повстанців.
- Дін Джарін — головний герой серіалу Мандалорець, мисливець за головами.

## Е
- Енакін Скайвокер (англ. Anakin Skywalker) (див. Дарт Вейдер)

## Й
- Йода — головний магістр Ордену джедаїв

## К
- Кайло Рен — лицар ордену Рен, колишній падаван Люка Скайвокера.
- Квай-Гон Джинн — майстер-джедай, магістр, вчитель Обі-Вана Кенобі.
- Кел Кестіс — протагоніст відеогри «Star Wars Jedi: Fallen Order».
- Кендал Оззель — імперський офіцер, колишній адмірал Імперського флоту. Задушений Дартом Вейдером після того, як зробив чергову помилку — він вивів флот із гіперпростору занадто близько до планети Хот, на якій знаходилася база повстанців, тим самим дозволивши заколотникам включити енергетичне поле і зробивши неможливим бомбардування з орбіти.
- Кі-Аді-Мунді — майстер-джедай, член Вищої ради джедаїв.
- Капітан Рекс — солдат-клон та капітан Великої армії Галактичної республіки.
- Кассіан Андо — капітан розвідки Альянсу повстанців.

## Л
- Лендо Калріссіан — професійний гравець, підприємець, контрабандист і губернатор Небесного Міста Беспіну.
- Лея Орґана-Соло
- Люк Скайвокер (англ. Luke Skywalker) — син майстера-джедая Енакіна Скайвокера та сенатора з планети Набу Падме Амідали, брат Леї Органа-Соло, пілот повстанців під час Громадянської війни, джедай.
- Ліра Ерсо — дружина Гелена Ерсо та мати Джин Ерсо.

## М
- Максиміліан Вірс — імперський генерал, командир танкових військ.
- Мара Джейд — персонаж з Розширеного Всесвіту Зоряних війн.
- Мейс Вінду — майстер-джедай, один з членів Вищої Ради Джедаїв.
- Мон Мотма — лідер руху Опору, перший канцлер Нової Республіки.

## Н
- Нут Ґанрей — віцекороль Торгової федерації.

## О
- Обі-Ван Кенобі — майстер-джедай, магістр, вчитель Енакіна Скайвокера.
- Орсон Креннік — імперський керівник проєкту «Зірка смерті»

## П
- Падме Амідала — королева планети Набу, сенатор від Набу в Галактичному сенаті, дружина Енакіна Скайуокера, мати Люка і Леї.
- Палпатін — ситх, сенатор від Набу в Галактичному сенаті, канцлер Галактичного сенату, Імператор Галактичної імперії.
- Пре Вірзла — чоловік з Мандалору та голова Варти смерті.

## Р
- Рей — головна героїня трилогії сиквелів.

- Рева Севандер — одна з інквізиторів, вперше з'явилась у серіалі про Обі-Вана Кенобі.

## С
- Сатін Крайз — герцогиня планети Мандалор, сестра Бо-Катан Крайз.

## Т
- Траун — гранд-адмірал Галактичної Імперії.

## Ф
- Капітан Фазма — командир штурмовиків Першого ордена.
- Фінн — штурмовик дезертир.
- Фірмус Піетт — Імперський офіцер, колишній капітан супер руйнівника «Виконавець». Дарт Вейдер призначив його адміралом після того, як задушив Кендал Оззеля за його помилку.

## Ч
- Чубакка — мандрівник з племені вукі, механік на космічному кораблі Хана Соло «Тисячолітній Сокіл».

## Ш
- Шаак Ті (англ. Shaak Ti) — Майстер-джедай, магістр, генерал Великої Армії Республіки.
- Шмі Скайвокер — Мати Енакіна Скайвокера.

## B
- BB-8 — дроїд-астромеханік.

## C
- С-3РО — протокольний дроїд, зібраний Енакіном Скайвокером.

## H
- HK-47 — персонаж з Розширеного Всесвіту Зоряних війн. З'являється у відеоіграх «Star Wars: Knights of the Old Republic» та «Star Wars: Knights of the Old Republic II — The Sith Lords».

## R
- R2-D2 — дроїд-астромеханік.